# Kernouës
Kernouës település Franciaországban, Finistère megyében. Lakosainak száma 660 fő (2022. január 1.). Kernouës Le Folgoët, Lesneven, Plouider és Saint-Frégant községekkel határos.

## Népesség
A település népességének változása:
| Lakosok száma | 536  | 611  | 621  | 684  | 730  | 713  | 685  | 665  | 651  | 660  |
|               | 1968 | 1982 | 1990 | 2006 | 2013 | 2015 | 2017 | 2019 | 2020 | 2022 |